# NGC 4864

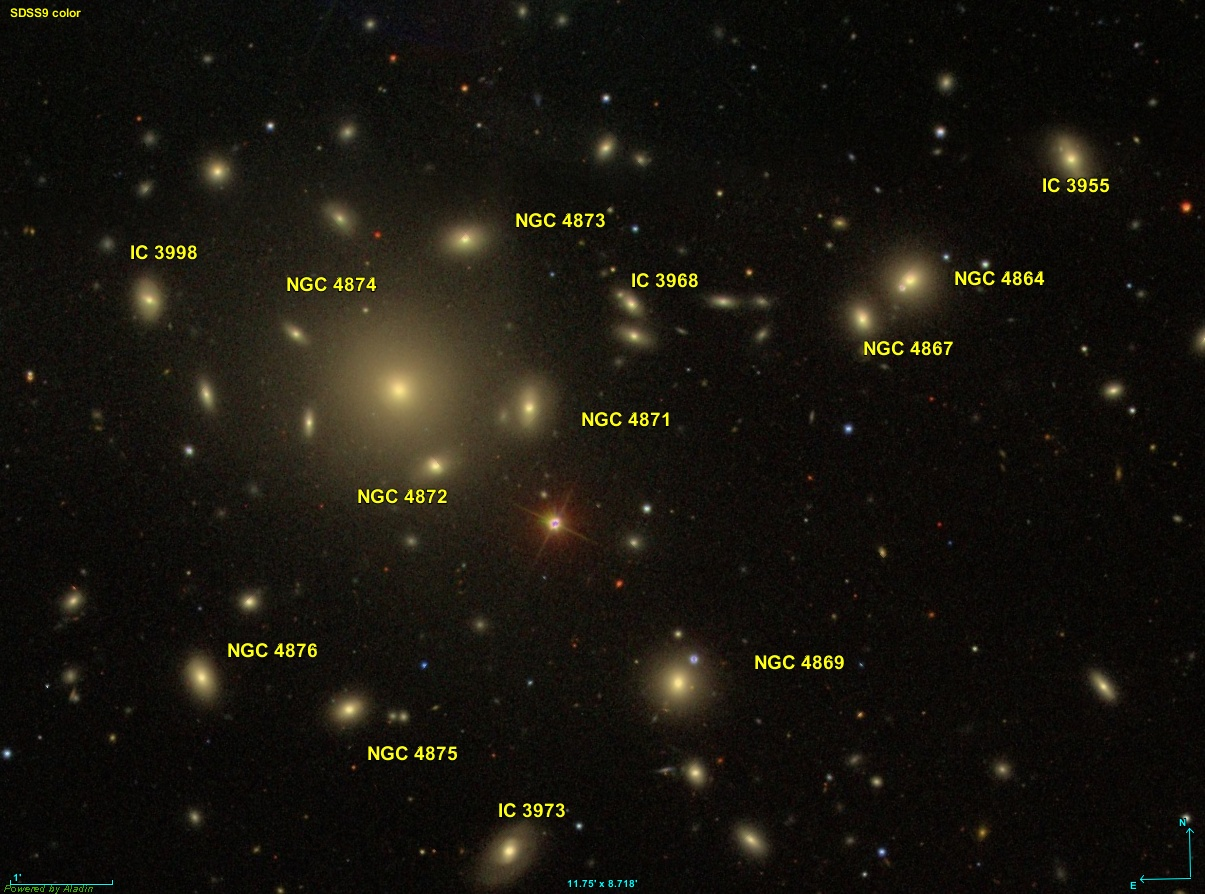
De nombreuses galaxies se trouvent dans la même région de la sphère céleste que NGC 4864, mais selon les sources consultées peu d'entre elles font partie d'un groupe de galaxies.

NGC 4864 est une galaxie elliptique située dans la constellation de la Chevelure de Bérénice. Sa vitesse par rapport au fond diffus cosmologique est de 7 024 ± 19 km/s, ce qui correspond à une distance de Hubble de 103,6 ± 7,3 Mpc (∼338 millions d'al). NGC 4864 a été découverte par l'astronome britannique John Herschel en 1831.
NGC 4864 est une galaxie à noyau passif (passive nucleus PAS).
À ce jour, six mesures non basées sur le décalage vers le rouge redshift) donnent une distance de 112,067 ± 23,198 Mpc (∼366 millions d'al), ce qui est à l'intérieur des valeurs de la distance de Hubble. Notons cependant que c'est avec la valeur moyenne des mesures indépendantes, lorsqu'elles existent, que la base de données NASA/IPAC calcule le diamètre d'une galaxie et qu'en conséquence le diamètre de NGC 4864 pourrait être d'environ 28,4 kpc (∼92 600 al) si on utilisait la distance de Hubble pour le calculer.
La désignation DRCG 27-159 est utilisée par Wolfgang Steinicke pour indiquer que cette galaxie figure au catalogue des amas galactiques d'Alan Dressler. Les nombres 27 et 159 indiquent respectivement que c'est le 27e amas de la liste, soit Abell 1656 (l'amas de la Chevelure de Bérénice), et la 159e galaxie de cette liste. Cette même galaxie est aussi désignée par ABELL 1656:[D80] 159 par la base de données NASA/IPAC, ce qui est équivalent. Dressler indique que NGC 4864 est une galaxie elliptique de type E.